# Inostemma leguminicolae
Inostemma leguminicolae är en stekelart som beskrevs av Fouts 1923. Inostemma leguminicolae ingår i släktet Inostemma och familjen gallmyggesteklar. Inga underarter finns listade i Catalogue of Life.